# 역전부자
역전부자는 한국에서 제작된 권철휘 감독의 1967년 영화이다. 김희갑 등이 주연으로 출연하였고 권영순 등이 제작에 참여하였다.

## 출연

### 주연
- 김희갑
- 황정순
- 서영춘
- 이대엽

## 제작진
- 조명: 양찬종
- 미술: 홍성칠